# بروس عبد الله
بروس عبد الله (بالفرنسية: Bruce Abdoulaye)‏ هو لاعب كرة قدم كونغولي، ولد في 15 أبريل 1982 في شاتو تييري في فرنسا. شارك مع منتخب الكونغو لكرة القدم. أما مع النوادي، فقد لعب مع نادي أورليانز ونادي إنتر باكو ونادي غرونوبل ونادي كليرمونت 63 ونادي لوزان ونادي ميتز.

## وصلات خارجية
- بروس عبد الله على موقع رابطة كرة القدم الفرنسية للمحترفين (الإنجليزية)
- بروس عبد الله على موقع قاعدة بيانات كرة القدم.إي يو (الإنجليزية)
- بروس عبد الله على موقع ليكيب (الفرنسية)
- بروس عبد الله على موقع ناشيونال فوتبول تيمز (الإنجليزية)
- بروس عبد الله على موقع Soccerway.com (الإنجليزية)